# Blepephaeus indicus
Blepephaeus indicus là một loài bọ cánh cứng trong họ Cerambycidae.